# Irma Stern
Irma Stern (1894, Schweizer-Reneke, Transvaal - 23 agosto 1966, Cidade do Cabo, África do Sul ) foi uma importante artista sul-africana que alcançou reconhecimento nacional e internacional ainda em vida.

## Vida
Nasceu em Schweizer-Reneke, no Transvaal, de pais judeus alemães. O pai foi internado num campo de concentração pelos britânicos durante a Guerra da África do Sul por causa das suas inclinações pró- Boer. [1] Irma e o irmão mais novo, Rudi, foram levados para a Cidade do Cabo pela mãe. Após a guerra, a família voltou para a Alemanha e viajou muito. Essas viagens iriam influenciar a futura obra de Irma.
Em 1913, Stern começou a estudar arte na Alemanha na Weimar Academy, em 1914 no Levin-Funcke Studio  e em 1917 com Max Pechstein, fundador do grupo Novembergruppe com uma forte corrente artística nessa época. Stern estava ligada aos pintores expressionistas alemães desse período  tendo realizado a sua primeira exposição em Berlim em 1919.
Em 1920, Stern voltou para a Cidade do Cabo com a família. Em contraste com Berlim, foi  inicialmente ridicularizada e rejeitada como artista na África do Sul durante anos, antes de se tornar uma artista consagrada na década de 1940.
Em 1926, casou-se com o Dr. Johannes Prinz, seu ex-tutor, que posteriormente se tornou professor de alemão na Universidade da Cidade do Cabo. Divorciaram-se em 1934.
Irma Stern viajou extensivamente pela Europa e explorou a África Austral, Zanzibar e a região do Congo. Essas viagens deram-lhe uma ampla gama de temas para as suas pinturas e deram-lhe a oportunidade de adquirir e montar uma coleção de artefatos. O sonho de Stern foi sempre o de viajar o mais possível durante a sua vida: em 1930 para a Madeira, em 1937 e 1938 para Dakar, Senegal, 1939 Zanzibar, 1942 Congo, 1945 Zanzibar, 1946 África Central, 1952 Madeira, 1955 Congo, 1960 Espanha e 1963 França. Stern viajou extensivamente na África do Sul, por exemplo em 1926 para a Suazilândia e Pondoland, em 1933 para na Namaqualândia, em 1936 em geral, e em 1941 no Cabo Oriental. Em 1931 visitou a Madeira e Dacar, Senegal, em 1937 e 1938. Irma Stern recusou-se a viajar ou se expor na Alemanha durante o período de 1933 a 1945. Em vez disso, empreendeu várias viagens à África; indo a Zanzibar duas vezes em 1939 e 1945 e planejando três viagens à região do Congo em 1942, 1946 e 1955. Essas expedições resultaram numa riqueza de criatividade artística e energia, bem como na publicação de duas revistas ilustradas; Congo publicado em 1943 e Zanzibar em 1948.
Quase cem exposições individuais foram realizadas durante a sua vida na África do Sul e na Europa:
Alemanha, França, Itália e Inglaterra. Embora aceita e reconhecida na Europa, o seu trabalho não foi apreciado inicialmente na África do Sul, onde os críticos ridicularizaram as suas primeiras exposições na década de 1920 com críticas intituladas "Arte da Menina Irma Stern - A feiura como um culto".
O Museu Irma Stern foi fundado em 1971, e é a casa onde a artista viveu durante quase quatro décadas. Mudou-se  para The Firs em Rondebosch em 1927 onde viveu até à sua morte. Vários dos quartos são mobiliados conforme ela os deixou, enquanto no andar de cima há uma galeria comercial usada por artistas sul-africanos contemporâneos.
Em 8 de maio de 2000, um dos seus trabalhos foi vendido na Sotheby's South Africa em Joanesburgo pelo recorde histórico de R $ 1,7 milhão. Esse recorde foi quebrado, entretanto, e em março de 2007 o trabalho de Stern foi vendido por R6,6 milhões. O ‘Gladioli’ de Irma Stern foi vendido por um recorde histórico de R13,3 milhões em outubro de 2010, mas foi seguido pela venda da Bahora Girl por R26,7 milhões no final daquele mês  - ambos também foram recordes de vendas da arte sul-africana na época. Um novo recorde comercial sul-africano foi estabelecido em março de 2011, quando uma pintura de Stern foi vendida por R34 milhões na Bonham's, em Londres.
Em 11 de novembro de 2012, a pintura de Stern, Barcos de pesca, foi roubada juntamente com outras quatro pinturas de um museu em Pretória. Uma denúncia levou a polícia sul-africana a um cemitério em Port Elizabeth, onde quatro das cinco pinturas foram recuperadas debaixo de um banco.

## Galeria

O xaile dourado. Óleo sobre tela. Datado pelo artista 1945. ISANG 57/33